# Лёневка (Житомирская область)
Лёневка (укр. Льонівка) — село на Украине, основано в 1865 году, находится в Емильчинском районе Житомирской области.
Код КОАТУУ — 1821784402. Население по переписи 2001 года составляет 104 человека. Почтовый индекс — 11212. Телефонный код — 4149. Занимает площадь 0,688 км².

## Адрес местного совета
11211, Житомирская область, Емильчинский р-н, с. Осовка